# La blanca paloma
La blanca paloma és una pel·lícula espanyola estrenada el gener de 1990 i dirigida per Juan Miñón Echevarría. No va tenir gaire ressò malgrat l'argument prometedor i estar protagonitzada per Paco Rabal i Antonio Banderas.

## Argument
La Blanca Paloma és un antic tablao flamenc reconvertit en taverna i antre, situat a una de les zones més conflictives de Bilbao (Ezkerraldea). El seu propietari, Domingo, manté una relació incestuosa amb la seva filla Rocío, a qui explota i abusa. Però un dia apareix Mario, un jove abertzale d'origen andalús que s'enamora de Rocío.

## Repartiment
- Paco Rabal - Domingo
- Antonio Banderas - Mario
- Emma Suárez - Rocío
- Mercè Sampietro - mare de Rocío
- Perla Cristal - Maite